# Henry Percy (9e duc de Northumberland)
Henry George Alan Percy, 9e duc de Northumberland (15 juillet 1912 – 21 mai 1940) est un noble britannique.

## Biographie
Il est le fils d'Alan Percy (8e duc de Northumberland) et de Hélène Gordon-Lennox.
Il sert en tant que Secrétaire parlementaire privé pour le Lord du sceau privé en 1935. Au cours de sa vie, le 9e duc est considéré comme l'un des plus beaux partis de la Grande-Bretagne.
Il est tué à Pecq en Belgique, servant avec le 3e bataillon du Grenadier Guards lors de la retraite de Dunkerque. Son corps est inhumé dans le cimetière militaire d'Esquelmes.

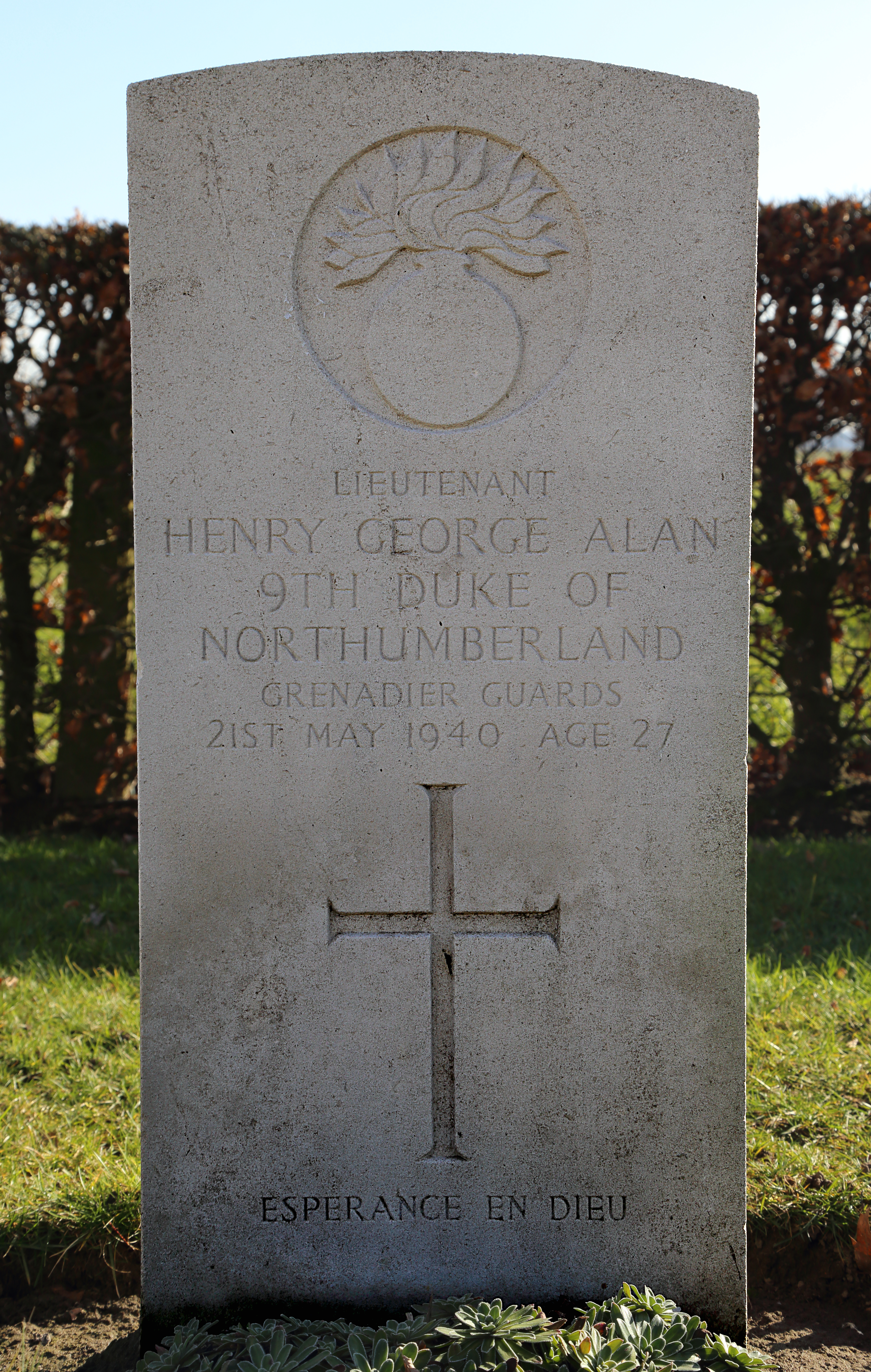
Tombe de Henry George Alan Percy, 9e duc de Northumberland.